# Poertorenpark

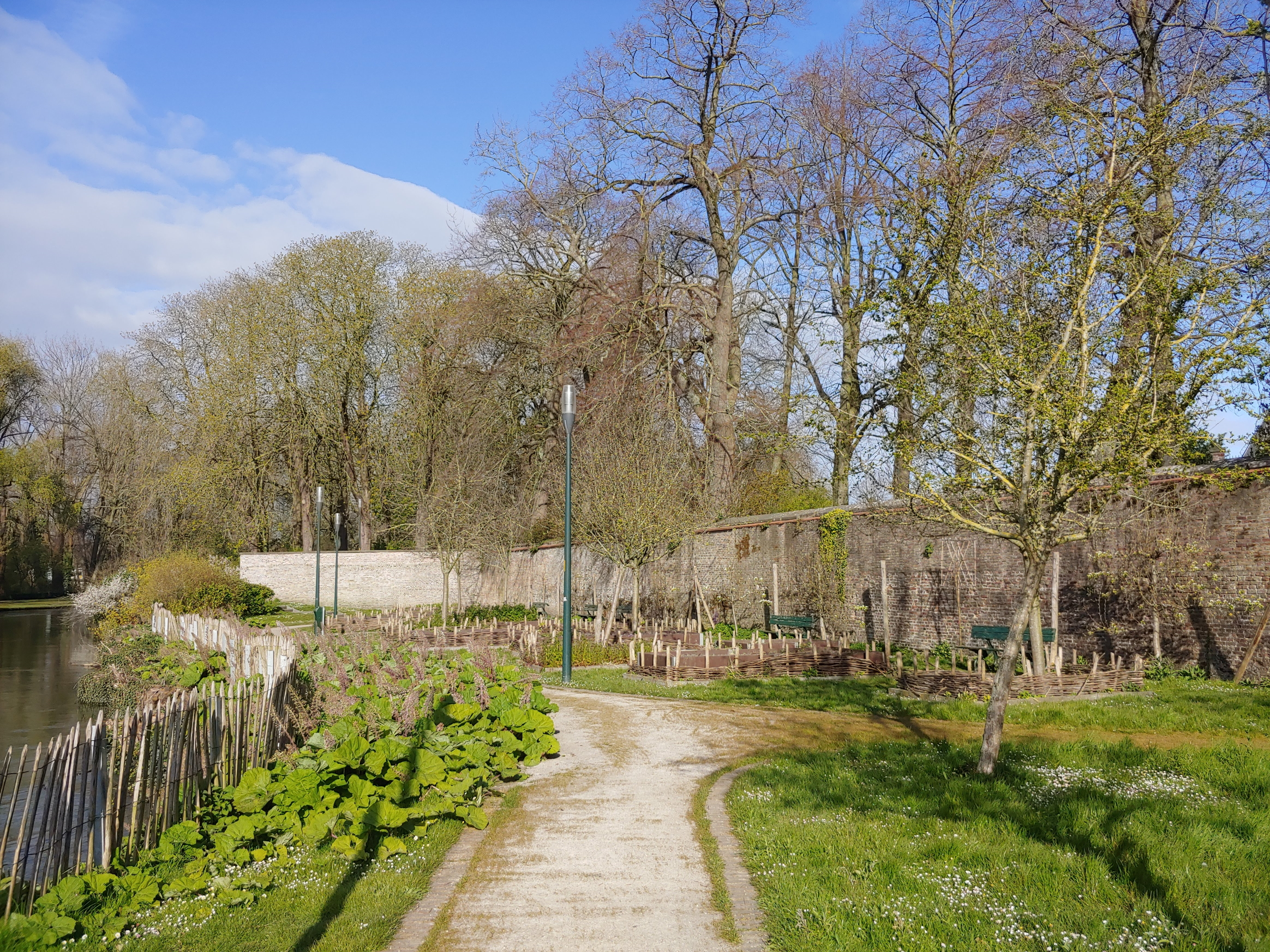

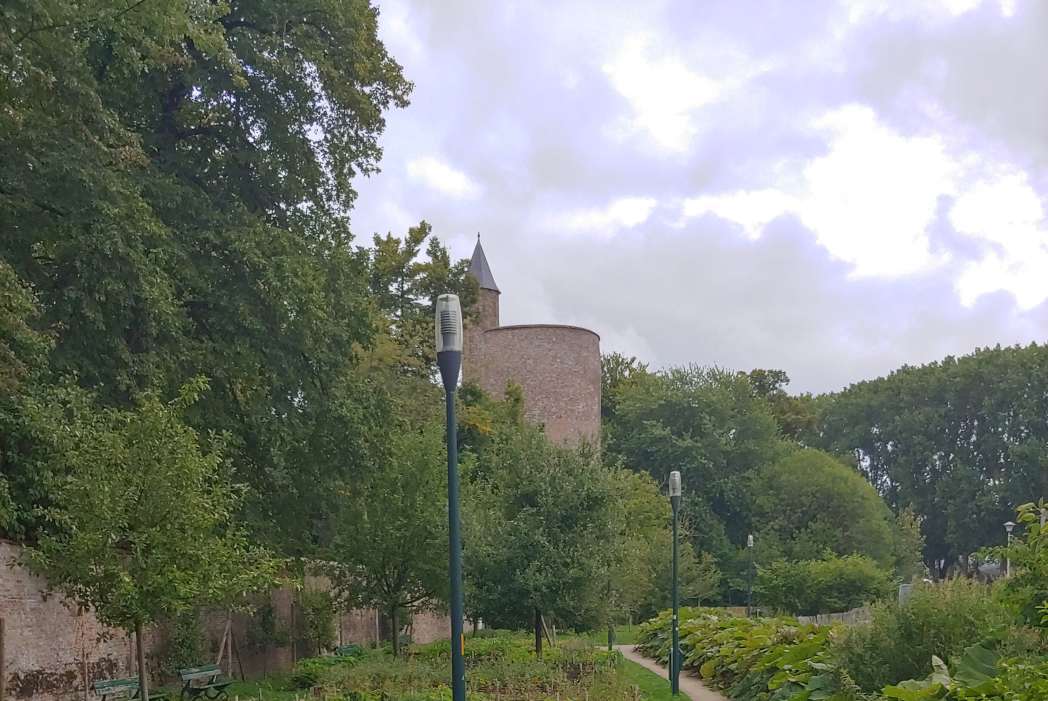

Het Poertorenpark is een park in Brugge. Het ligt langs de Begijnenvest aan de voet van de laat-14de-eeuwse Poertoren.
Het park werd geopend in 2010. Het heeft een oppervlakte van circa 1500 m². Het perceel is een lagergelegen stuk naast de vesten dat hoorde bij een sluis- of stuwwachtershuis uit de 18de eeuw. Die woning werd in het begin van de 20ste eeuw sterk verbouwd en was een eeuw later een ruïne, die uiteindelijk in 2008 werd gesloopt voor de aanleg van het park, zij het na enige discussie. In 2013 werd het park afgewerkt met een extra toegangstrap net naast de Poertoren.
Het perceel werd vroeger als moestuin gebruikt, wat zich ook uit in de nieuwe bestemming. Langs het pad bevinden zich diverse groenten en kruiden.